# Черняхов (Житомирская область)

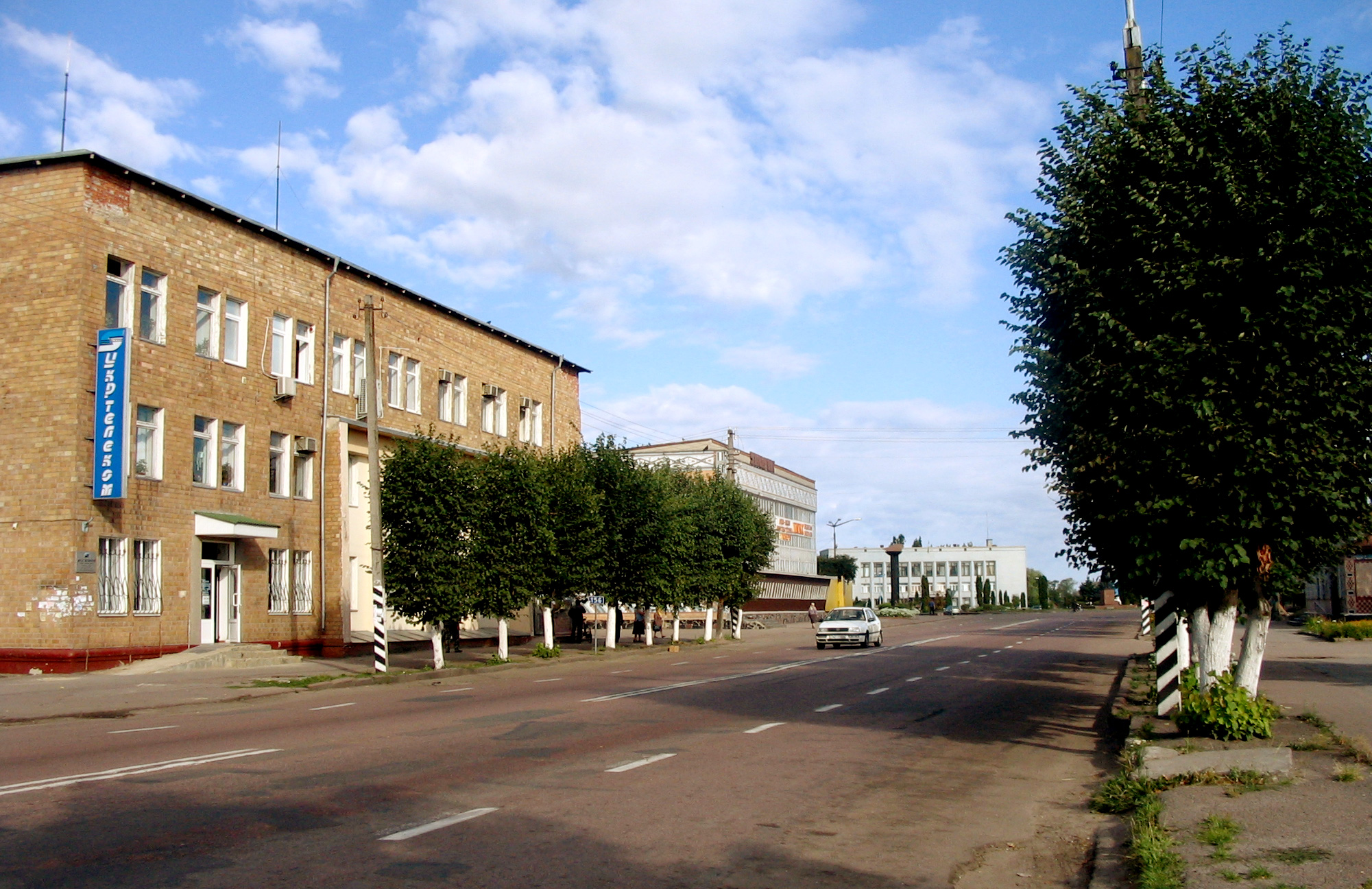
Черняхов

Че́рняхов (укр. Черняхів) — село в Житомирской области Украины, входит в Житомирский район.

## Географическое положение
Черняхов находится в 25 км к северу от областного центра — Житомира, на берегах реки Очеретянка.

## История
Селение известно с 1545 года, в то время в нём насчитывалось 11 домов.
На рубеже XVI—XVII веков село неоднократно страдало в ходе столкновений польских магнатов: 26 сентября 1584 года князь Корецкий с отрядом в 1 тысячу человек окружил село, сжёг находившуюся здесь мельницу вместе с хлебом и угнал скот; в 1586 году князь Острожский забрал у жителей села «200 возов с сеном и другое добро»; летом 1610 года шляхтич Г. Пашкевич с крупным отрядом ограбил жителей села и сжёг хлеб, а в январе 1611 года его отряд во второй раз ограбил село и убил здесь нескольких человек.

### 1797—1917
После третьего раздела Речи Посполитой в 1797 году Черняхов вошёл в состав Житомирского уезда Волынской губернии Российской империи. В 1798 году в нём насчитывалось 979 человек населения и 171 двор.
В середине XIX века здесь появляются первые промышленные предприятия: в 1845 году начала работу суконная фабрика, в 1853 году пивоваренный и кожевенный заводы.
По данным первой переписи населения Российской империи в феврале 1897 года здесь проживало 3878 человек.
После Февральской революции 8 марта 1917 года здесь был создан волостной Совет рабочих и крестьянских депутатов.

### 1918—1991
В январе 1918 года здесь была установлена Советская власть, но уже в конце февраля 1918 года Черняхов был оккупирован наступавшими австро-германскими войсками, которые оставались здесь до конца ноября 1918 года. В дальнейшем, в ходе гражданской войны власть несколько раз менялась.
В ходе советско-польской войны 26 апреля 1920 года волость оккупировали польские войска, но 17 июня 1920 года Черняхов был освобождён частями 1-й Конной армии РККА.
7 марта 1923 года Черняхов стал районным центром, в это время здесь насчитывалось 885 дворов и 5523 жителя, действовали семилетняя школа и библиотека.
В 1929 году здесь был создан первый колхоз, в 1931 году была создана МТС.
В ходе Великой Отечественной войны с 12 июля 1941 до 11 ноября 1943 года поселение находилось под немецкой оккупацией. Во время оккупации в Черняхове действовала подпольная комсомольская организация из 40 человек, ещё 36 жителей воевали в составе советских партизанских отрядов.
В 1956 году на базе артели «Молот» был создан обозный завод.
В 1961 году на базе МТС было создано районное отделение сельхозтехники.
В 1984—1986 гг. здесь был построен Черняховский комбинат хлебопродуктов.

### После 1991
В мае 1995 года Кабинет министров Украины утвердил решение о приватизации находившегося в посёлке районного отделения сельхозтехники, а в июле 1995 года — разрешил приватизацию хлебозавода.

## Население
В январе 1989 года численность населения составляла 10 378 человек.
По состоянию на 1 января 2013 года численность населения составляла 9801 человек.

### Языковой состав
Родной язык населения по данным переписи 2001 года:
| Язык       | Численность, чел. | Доля     |
| ---------- | ----------------- | -------- |
| Украинский | 10 197            | 97,90 %  |
| Русский    | 192               | 1,84 %   |
| Другие     | 27                | 0,26 %   |
| Итого      | 10 416            | 100,00 % |

## Транспорт
Через посёлок проходит автодорога Мозырь — Житомир, на окраине находится железнодорожная станция Горбаши.

## Известные уроженцы
- Гольдфарб, Яков Лазаревич — химик.
- Крысюк, Арсений Петрович (1916—1995) — участник Великой Отечественной войны, Герой Советского Союза.
- Олевский, Борис Абрамович (1908—1941) — еврейский советский писатель.